# Pectispongilla
Pectispongilla is een geslacht van sponsdieren uit de familie van de Spongillidae.

## Soort
- Pectispongilla aurea Annandale, 1909
- Pectispongilla botryoides (Haswell, 1882)
- Pectispongilla stellifera Annandale, 1915
- Pectispongilla subspinosa Annandale, 1911